# Rosentalbahn
La Rosentalbahn è una linea ferroviaria gestita dalle ferrovie austriache che costituisce il ramo orientale della Ferrovia delle Caravanche. La linea collega Sankt Veit an der Glan, sulla ferrovia Rodolfiana, con Klagenfurt e Rosenbach, dove congiungendosi con il ramo occidentale della ferrovia della Caravanche, prosegue fino a Jesenice in Slovenia, dove si collega alla Tarvisio-Lubiana e alla Jesenice-Trieste.

## Storia
La ferrovia Vienna-Trieste, costruita nel 1857, aveva consentito lo sviluppo del porto di Trieste, ma negli ultimi decenni del XIX secolo le Ferrovie imperiali dello Stato austriaco (KkStB) propugnarono la costruzione di un nuovo sistema di linee ferroviarie che si ponesse come alternativa alla Trieste-Vienna, gestita dalla privata Südbahn, in modo da sottrarre la società statale alle onerose tariffe imposte dalla concorrente, collegando la stazione statale di Trieste Sant'Andrea al centro Europa austro-ungarico.
Nacque cosi la ferrovia Transalpina e la ferrovia delle Caravanche fu il cuore di questo sistema che comprendeva, tra le altre, la ferrovia dei Tauri e la Jesenice-Trieste. Essa era formata da un traforo a doppio binario lungo 7.976 metri che avrebbe valicato la catena montuosa delle Caravanche tra Jesenice e Rosenbach. Da questa località il ramo orientale sarebbe stato utilizzato dalla KkStB come tracciato alternativo per collegare Vienna al porto di Trieste, raggiungendo Klagenfurt dove la ferrovia si sarebbe congiunta con un ramo secondario della ferrovia statale Rodolfiana, aperto nel 1869 che portava a Sankt Veit an der Glan sul ramo principale della Rodolfiana.
La linea fu completata nel 1906 e aperta contestualmente alla Jesenice-Trieste.
Nel 1912 fu rinnovato il nodo di Sankt Veit an der Glan, dato che il ramo della Rudolfiana diretto a Klagenfurt in origine si connetteva alla linea principale in direzione Tarvisio, mentre alla KkStB conveniva che fosse in direzione opposta, verso Vienna. La stazione originaria fu ridenominata Sankt Veit an der Glan Westbahnhof (stazione occidentale) e fu costruito un nuovo tracciato che sarebbe passato più a nord collegandosi al vicino scalo di Sankt Georgen am Längsee, aggirando quello di Glandorf. Sul nuovo tracciato fu costruita l'attuale stazione di Sankt Veit an der Glan, ubicata a nord-est del centro abitato, dalla quale si sarebbe diramata anche la linea per Klagenfurt. La stazione di Glandorf rimase funzionante per la ferrovia delle Caravanche, mentre il tracciato che da quest'impianto era diretto a Sankt Georgen am Längsee fu in seguito dismesso.

## Caratteristiche
La linea ferroviaria adotta uno scartamento ferroviario standard da 1435 mm, mentre le rotaie sono di tipo Vignoles. La linea è a singolo binario tra Rosenbach e Klagenfurt e a doppio binario tra Sankt Veit an der Glan e Klagenfurt; il tronco Sankt Veit an der Glan – Klagenfurt è inoltre elettrificato secondo lo standard delle linee austriache a corrente alternata da 15.000 volt e frequenza da 16,7 Hz, mentre la Rosentalbahn fra Rosenbach e Klagenfurt è a trazione diesel.
La linea è munita del blocco telefonico ed è dotata dei vecchi segnali ad ala. Le stazioni, ad eccezione di quella di Feistritz, sono impresenziate o soppresse.

## Percorso
|  | Unknown route-map component "STR+l" | Unknown route-map component "CONTfq" |

| Station on track |

| Unknown route-map component "CONTgq" | Junction both to and from right |  |

| Non-passenger station/depot on track |

| Unknown route-map component "KMW" |

| 2+114 |
| 0+000 |

| Stop on track |

|  | Unknown route-map component "eABZgl" | Unknown route-map component "exCONTfq" |

| Unknown route-map component "eHST" |

| Unknown route-map component "KMW" |

| 7+969 |
| 8+000 |

| Station on track |

| Unknown route-map component "SKRZ-Au" |

| Stop on track |

| Unknown route-map component "hKRZWae" |

| Station on track |

|  | Unknown route-map component "ABZg+l" | Unknown route-map component "CONTfq" |

| Station on track |

| Unknown route-map component "CONTgq" | Unknown route-map component "ABZgr" |  |

| Stop on track |

| Unknown route-map component "eHST" |

| Station on track |

| Unknown route-map component "hbKRZWae" |

|  | Unknown route-map component "ABZg+l" | Unknown route-map component "CONTfq" |

| Station on track |

| Stop on track |

| Stop on track |

| Station on track |

| Stop on track |

| Stop on track |

| Stop on track |

| Station on track |

| Unknown route-map component "hSTRae" |

| Enter and exit short tunnel |

| Unknown route-map component "CONTgq" | Unknown route-map component "ABZg+r" |  |

| Station on track |

| Continuation forward |

La linea si dirama da Sankt Veit an der Glan, sulla ferrovia Rudolfiana, e si dirige a meridione verso Klagenfurt. Poco prima di giungere nei pressi del centro abitato della città della Carinzia, la ferrovia passa ad ovest dell'aeroporto cittadino e successivamente aggira a oriente il centro storico per giungere alla stazione centrale (Klagenfurt Hauptbahnhof), dove avviene l'incrocio con la linea della Drava, che collega la slovena Maribor a San Candido, e alle ferrovia della Val Pusteria.

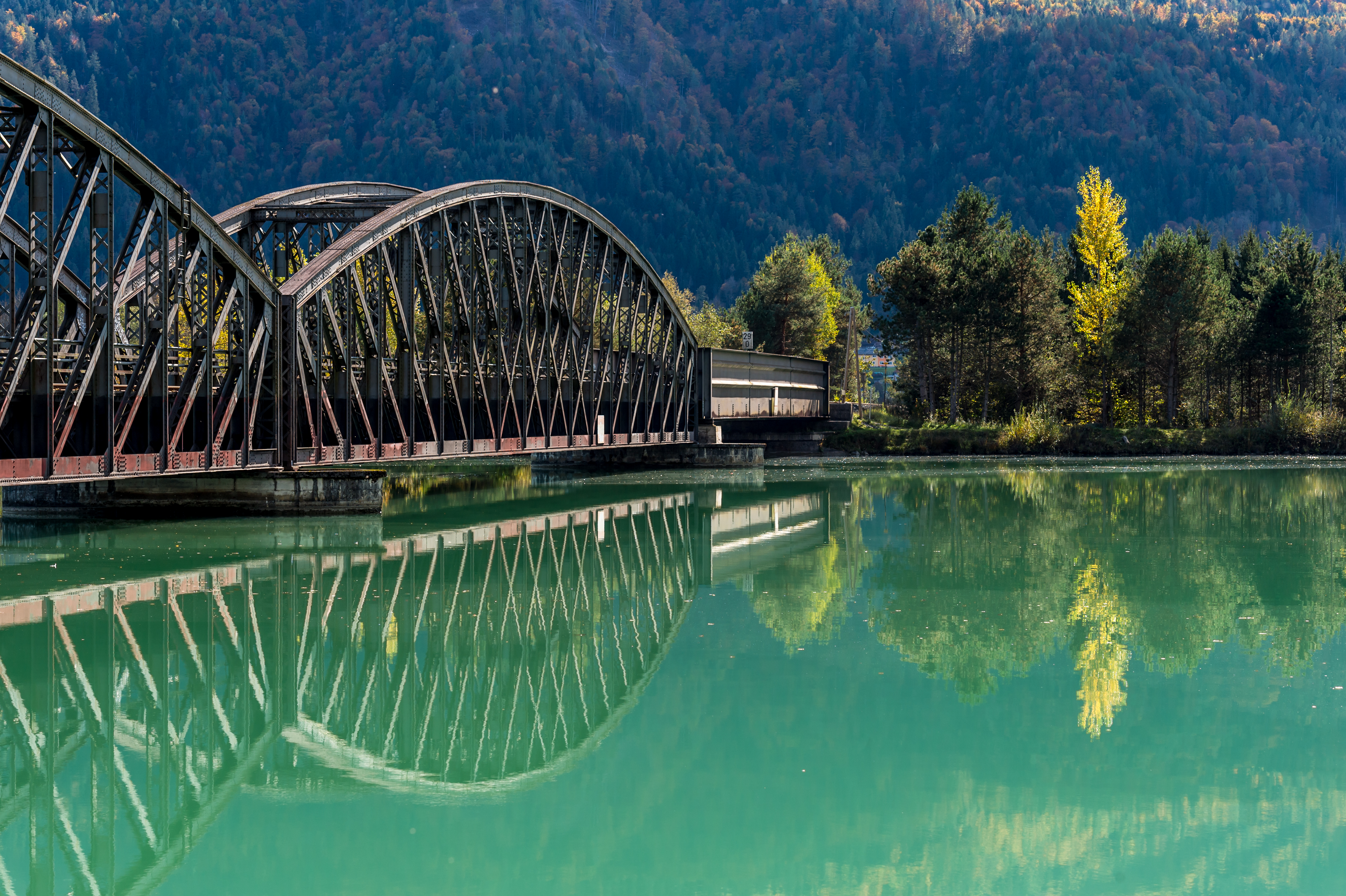
Il Ferlach Strau dove la linea scavalca la Drava nei pressi di Weizelsdorf

Dopo Klagenfurt, la ferrovia scavalca il Gian, emissario del lago Wörther See, proseguendo in direzione meridionale verso Maria Rain, da dove la linea si dirige verso ovest affiancando per un tratto la Drava, scavalcandola nei pressi di Weizelsdorf. Dall'impianto ferroviario di questa località si dirama la breve linea per Ferlach, la Ferlarcher Bahn.
La linea ferroviaria prosegue quindi in direzione ovest, attraversando la Rosental e mantenendosi a meridione della Drava fino a Rosenbach, dove si congiunge con il ramo occidentale proveniente da Villach e diretto a Jesenice.
Il tratto tra Sankt Veit an der Glan e Klagenfurt viene utilizzato soprattutto dai treni passeggeri in servizio nella relazione Tarvisio – Villaco – Vienna.
Tra Rosenbach e Klagenfurt il servizio funziona come una ferrovia vicinale secondaria, dove anche la maggior parte dei treni locali è svolto da automotrici diesel ed è rimpiazzata, nei giorni di sabato e domenica, da autoservizi. La sopravvivenza di questo tratto di linea, oltre che per motivi storici, è legato a quello di linea di soccorso e come alternativa in caso di interruzione del servizio del ramo principale Villach–Rosenbach della ferrovia della Caravanche, anche se raramente per il traffico internazionale.
Il tratto tra Klagenfurt Hauptbahnhof e Weizelsdorf dal 1 ° agosto 2011 è operato come la linea del Servizio ferroviario suburbano con cadenza dei treni ogni ora.
Nell'area della stazione di Feistritz im Rosental sono presenti impianti industriali che una volta avevano bisogno di accedere alla rete ferroviaria. Oltre alla stazione di Feistritz, fino a pochi anni fa, la stazione di Weizelsdorf ha anche svolto un ruolo importante nel carico di legname fino a quando quest'area non è stata completamente trasferita sulla strada.